# Václav Čikl
Alois Václav Čikl (13. ledna 1900 Slavětín – 4. září 1942 Praha-Kobylisy) byl český pravoslavný duchovní a světec.

## Život

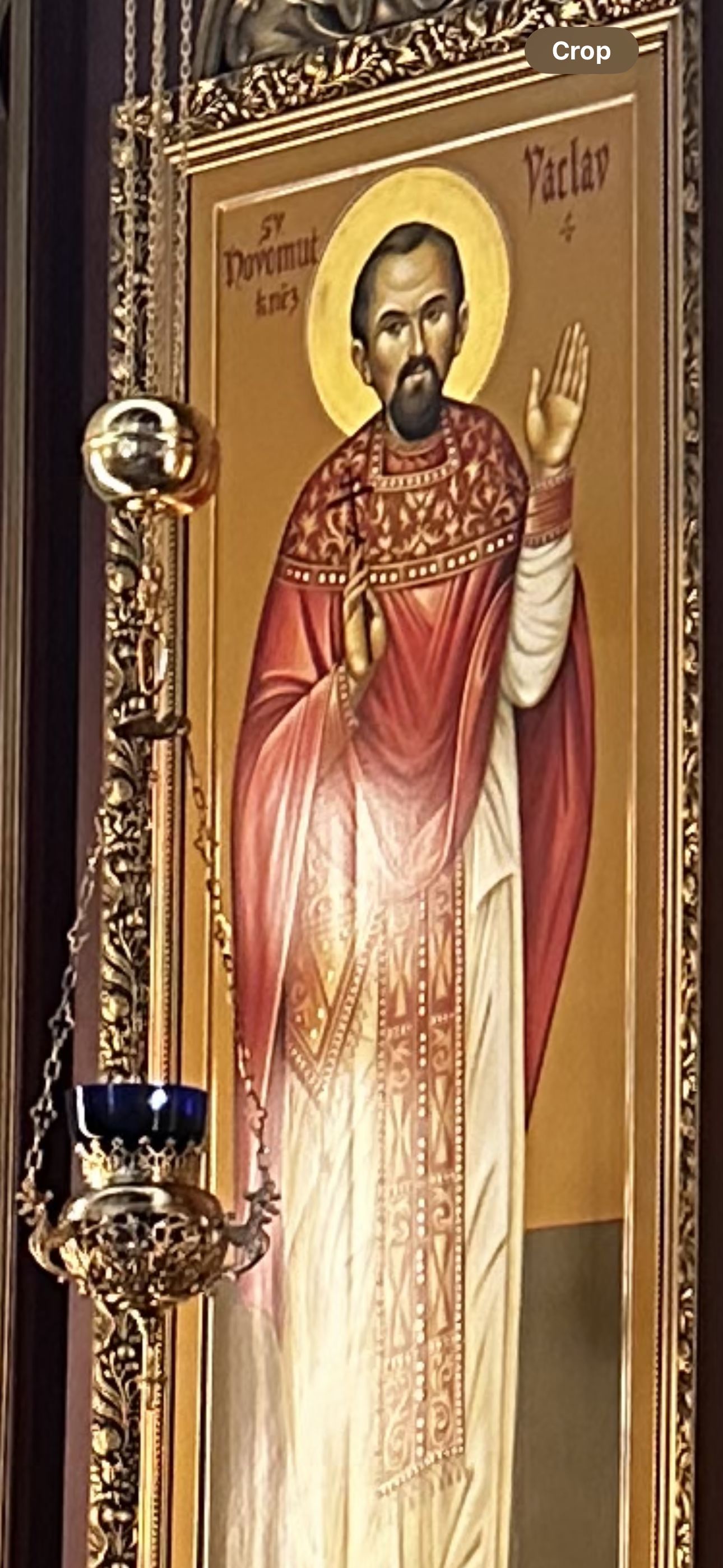
Ikona svatého kněze v pražské katedrále

Alois Václav Čikl se narodil ve Slavětíně, jako syn malorolníka Josefa Čikla a jeho manželky Aloisie, rozené Kvapilové. Po absolvování měšťanské školy studoval na reálném gymnáziu v Litovli, kde v roce 1921 maturoval. V dalších dvou letech absolvoval teologické kurzy diecézní rady Církve československé v Olomouci a 26. června 1922 jej biskup Gorazd vysvětil v Chudobíně na kněze.
Od počátku války se spolu s kaplanem Vladimírem Petřekem zapojili do protinacistického odboje. Vystavovali mj. falešné křestní listy pronásledovaným Židům. Ukrývali významného československého politika a poté čelného představitele první garnitury domácího odboje JUDr. Přemysla Šámala.
Po atentátu na zastupujícího říšského protektora R. Heydricha poskytla pravoslavná církev atentátníkům úkryt v kryptě svého katedrálního chrámu. Spolu s Dr. Vladimírem Petřekem zajišťoval spojení a denní péči o ně. Po odhalení úkrytu byli vzápětí zatčeni všichni, kdož se podíleli na jejich skrývání – biskup Gorazd, farář Václav Čikl, kaplan ThDr. Vladimír Petřek, ten přímo ve svém bytě v dnešní Gorazdově ulici 18. června 1942 brzy ráno, a předseda církevní obce Jan Sonnevend.
Václav Čikl byl vězněn v Pankrácké věznici a spolu se svými kolegy odsouzen mimořádným stanným soudem k smrti. Popraven byl na Kobyliské střelnici dne 4. září 1942. Jeho manželka Marie byla zavražděna 24. října 1942 v koncentračním táboře Mauthausen.
Jeho jménem je pojmenována od roku 1945 ulice Čiklova v pražských Nuslích spojující dopravně Prahu 4 a Prahu 2 pod Nuselským mostem.

## Svatořečení
Svatořečen byl Pravoslavnou církví v českých zemích a na Slovensku spolu s dalšími českými novomučedníky při slavnostní liturgii v pražské pravoslavné katedrále sv. Cyrila a Metoděje na Resslově ulici 8. února 2020.

In memoriam
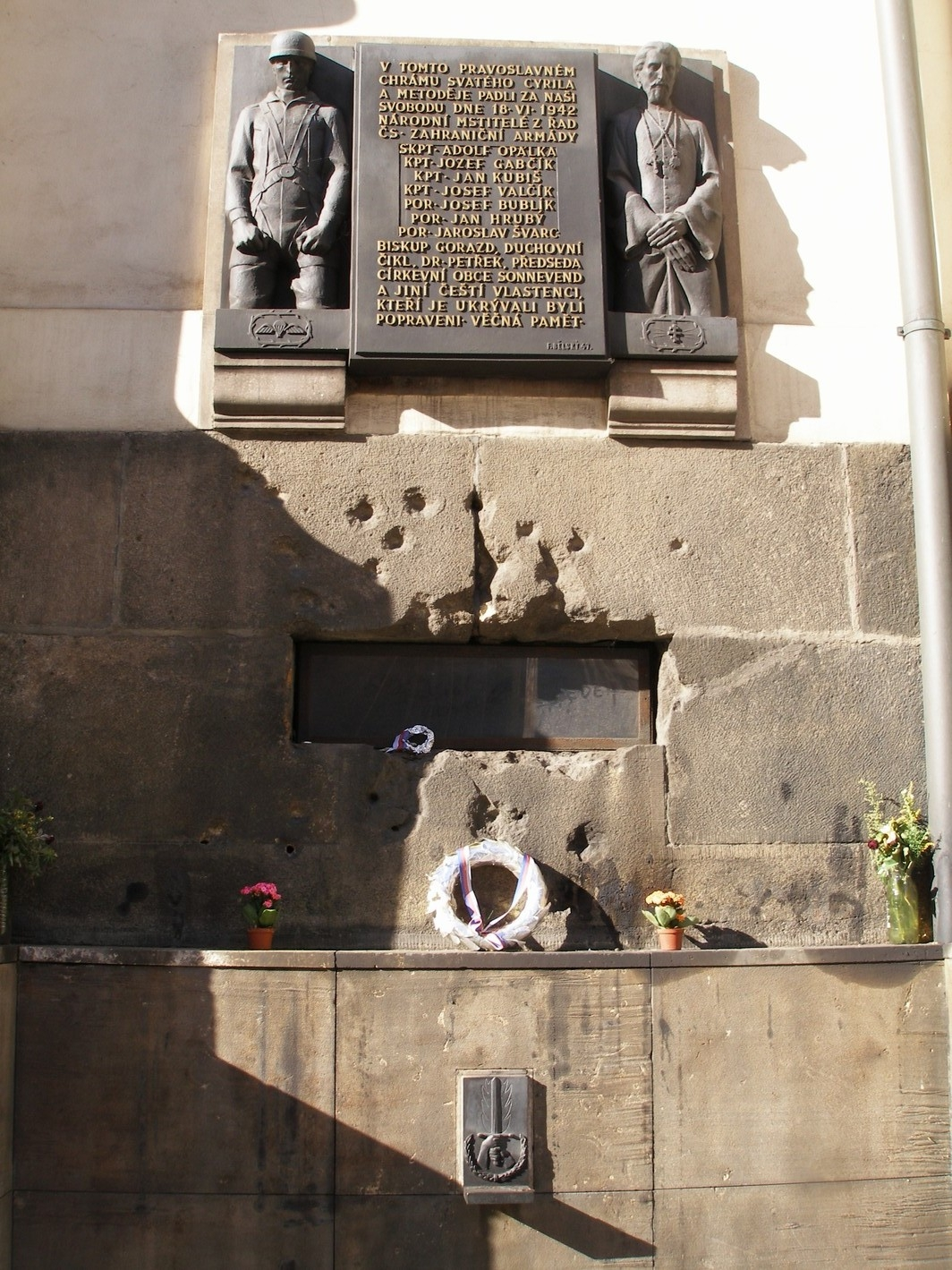
Čiklovo jméno je i na pamětní desce na kostele, kde se parašutisté skrývali
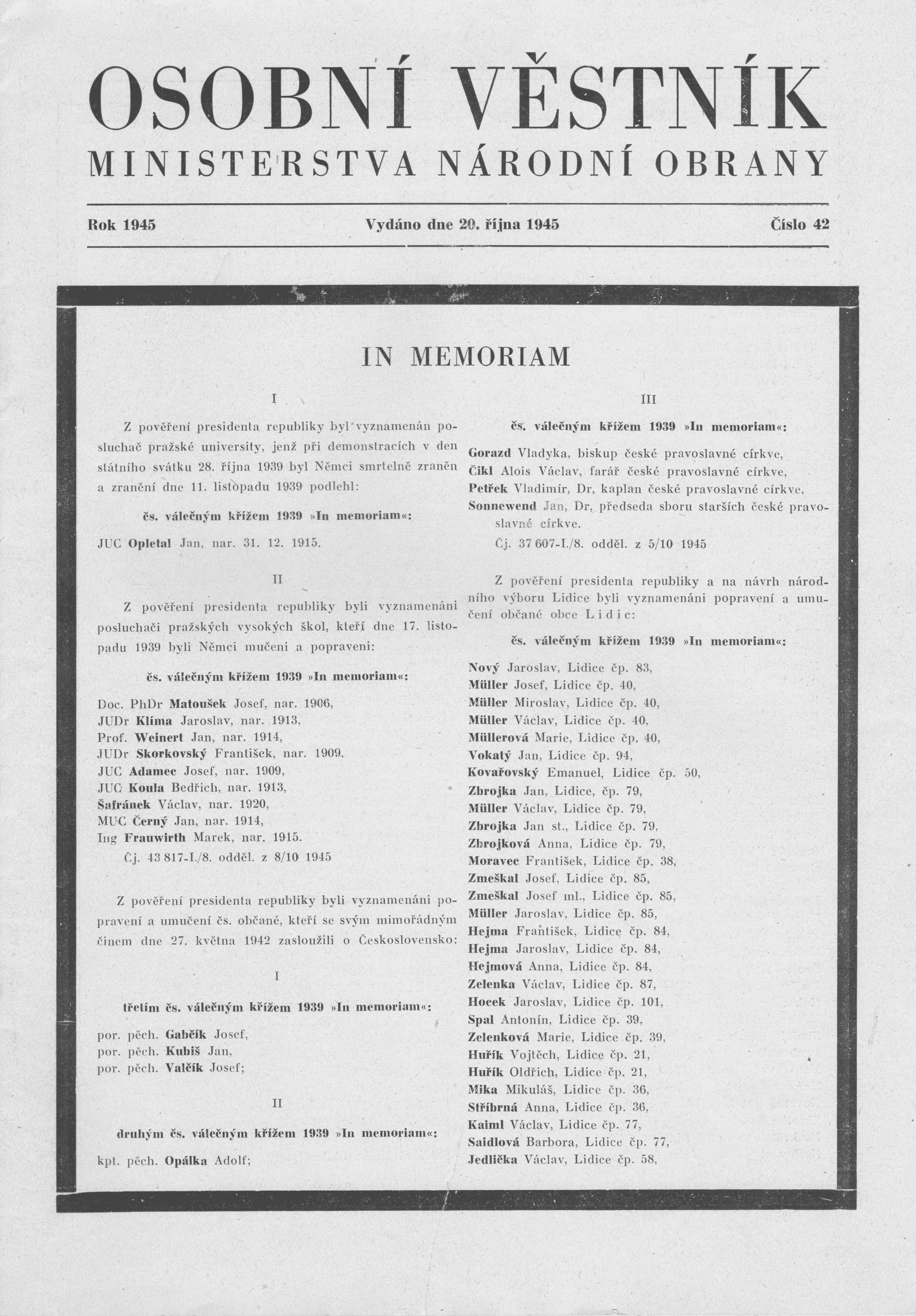
Osobní věstník MNO číslo 42 ze dne 20. října 1945 - titulní strana: udělení Československého válečného kříže 1939-1945

## Připomínka
- Jméno Václava Čikla nese ulice Čiklova v pražských Nuslích.[6]
- Čiklovo jméno je uvedeno na pamětní desce na kostele sv. Cyrila a Metoděje, kde se parašutisté skrývali.
- Jeho jméno (Duchovní Alois V. Čikl) je zaznamenáno na pamětní desce věnované popraveným na Kobyliské střelnici.

## Galerie

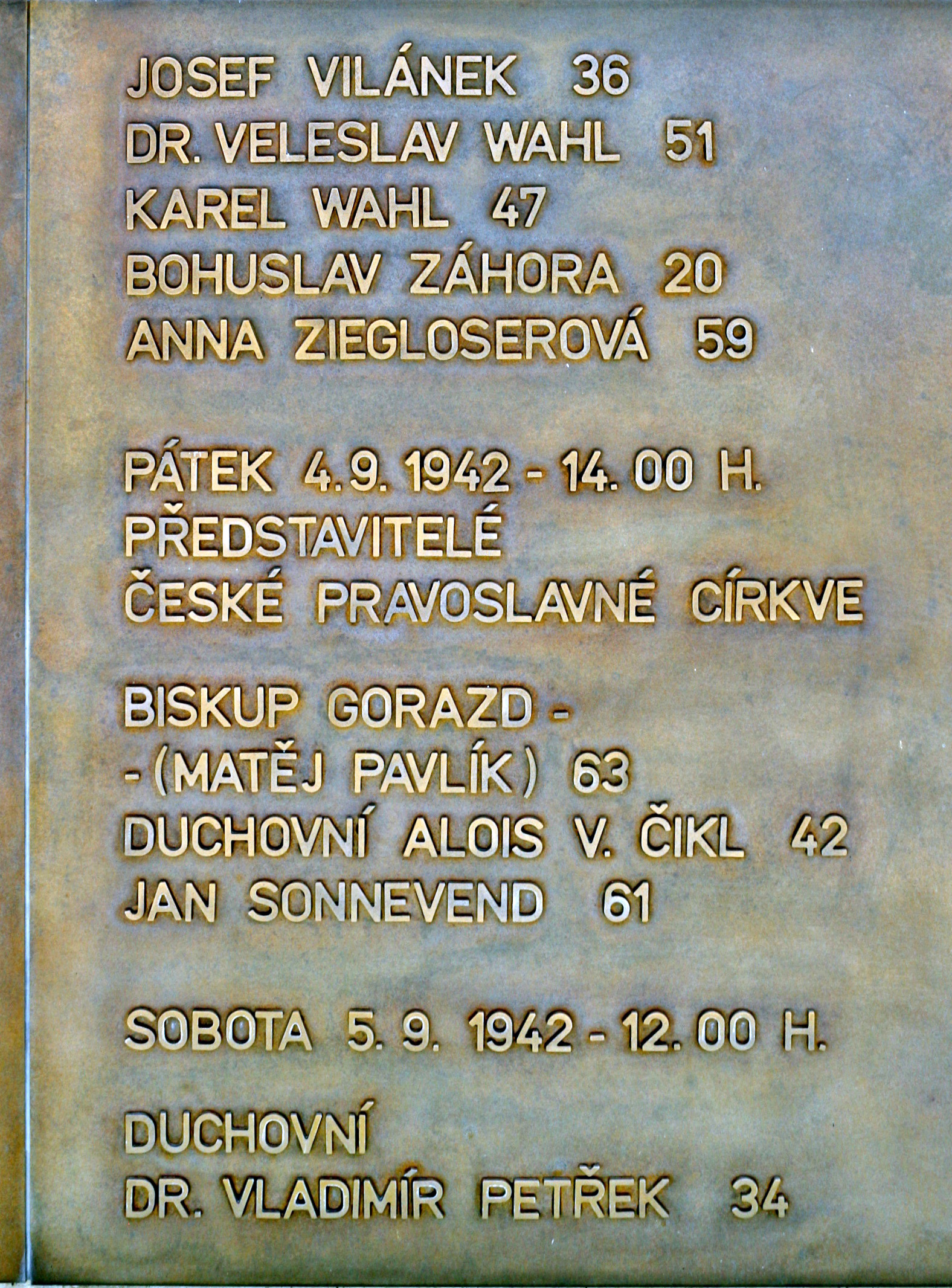
Jména zástupců Čs. pravoslavné církve popravených na Kobyliské střelnici za ukrývání parašutistů po atentátu na Heydricha

### Související čšlánky
- Svatí čeští novomučedníci